# AQUA@home
AQUA@homeはD-Wave Systems社が運用していたBerkeley Open Infrastructure for Network Computing (BOINC) を用いた分散コンピューティングプロジェクトである。2011年8月に閉鎖された。
プロジェクトの目的は、超伝導断熱量子コンピュータについて物質科学から 機械学習までの広い範囲の分野で起こり得る様々な問題に対する性能を予測することであった。このプロジェクトでは量子モンテカルロ法を用いた量子コンピュータアルゴリズムを設計、分析していた。最後にはバイナリー二次計画問題についての計算が行われていた。
AQUA@homeは最初にマルチスレッドによるBOINCプロジェクトだった。 同様にBOINCの下で最初に展開されたOpenCLの試験アプリケーションの計画だった。
AQUA@homeの計算による論文は入手できる。